# Quemadero de San Diego
El Quemadero de San Diego fue un edificio utilizado por la Inquisición para sentenciar a los condenados a la hoguera. Fue el quemadero principal de la ciudad de Sevilla y se situó en la zona de Tablada.  En total, entre 1481 y 1524 hubo 5000 quemados y 20 000 reconciliados en la ciudad.
Su actividad se inició el 6 de febrero de 1481. Allí fueron quemados seis hombres y mujeres en los llamados «cuatro profetas», «cuatro grandes estatuas huecas de yeso... dentro de las cuales metían vivos a los impenitentes para que muriesen a fuego lento». Una de sus primeras víctimas fue el mismo arquitecto del edificio, debido a sus creencias judías. Su actividad finalizó en 1781 y fue finalmente demolido en 1809.
Además de este, existía otro quemadero en la ciudad, concretamente en la zona de Prado de San Sebastián, cuya actividad se cerró con la ejecución de María de los Dolores López.